# Jean Caudron
Pour les articles homonymes, voir Caudron.
Jean Caudron est un footballeur international belge né le 15 novembre 1895 et mort le 23 janvier 1963.

## Biographie
Il est le gardien de but du RSC Anderlecht dans les années 1920. À cette époque le club bruxellois fait encore souvent l'ascenseur entre la D1 et la D2. 
Il est en concurrence avec le champion olympique Jean De Bie, pour son poste en équipe de Belgique. Il est tout de même international à 19 reprises dont un match aux Jeux olympiques en 1928.

## Palmarès
- International belge de 1924 à 1928 (19 sélections)
- Participation aux Jeux olympiques 1928 (1 match joué)
- Champion de Belgique D2 en 1924 avec le RSC Anderlecht
- Vice-Champion de Belgique D2 en 1927 et 1929 avec le RSC Anderlecht